# Monika Gałkowska
Monika Gałkowska, född Bociek 6 april 1996 är en volleybollspelare (högerspiker).
Gałkowska spelar med Polens landslag och har med dem deltagit i bland att VM, EM och European Volleyball League. Hon har med undantag för spel med Wealth Planet Perugia Volley i Serie A1 i volleyboll spelat hela sin klubbkarriär i Polen. 
Hennes bror Grzegorz Bociek spelar även han volleyboll på elitnivå, med Polens herrlandslag i volleyboll.